# 1538
Portal Geschichte | Portal Biografien | Aktuelle Ereignisse | Jahreskalender | Tagesartikel

◄ |
15. Jahrhundert |
16. Jahrhundert
| 17. Jahrhundert | ►

◄ |
1500er |
1510er |
1520er |
1530er
| 1540er | 1550er | 1560er | ►

◄◄ |
◄ |
1534 |
1535 |
1536 |
1537 |
1538
| 1539 | 1540 | 1541 | 1542 | ► | ►►
Staatsoberhäupter  · Nekrolog   · Musikjahr
| Januar | Januar | Januar | Januar | Januar | Januar | Januar | Januar |
| Kw     | Mo     | Di     | Mi     | Do     | Fr     | Sa     | So     |
| ------ | ------ | ------ | ------ | ------ | ------ | ------ | ------ |
| 1      |        | 1      | 2      | 3      | 4      | 5      | 6      |
| 2      | 7      | 8      | 9      | 10     | 11     | 12     | 13     |
| 3      | 14     | 15     | 16     | 17     | 18     | 19     | 20     |
| 4      | 21     | 22     | 23     | 24     | 25     | 26     | 27     |
| 5      | 28     | 29     | 30     | 31     |        |        |        |

| Februar | Februar | Februar | Februar | Februar | Februar | Februar | Februar |
| Kw      | Mo      | Di      | Mi      | Do      | Fr      | Sa      | So      |
| ------- | ------- | ------- | ------- | ------- | ------- | ------- | ------- |
| 5       |         |         |         |         | 1       | 2       | 3       |
| 6       | 4       | 5       | 6       | 7       | 8       | 9       | 10      |
| 7       | 11      | 12      | 13      | 14      | 15      | 16      | 17      |
| 8       | 18      | 19      | 20      | 21      | 22      | 23      | 24      |
| 9       | 25      | 26      | 27      | 28      |         |         |         |

| März | März | März | März | März | März | März | März |
| Kw   | Mo   | Di   | Mi   | Do   | Fr   | Sa   | So   |
| ---- | ---- | ---- | ---- | ---- | ---- | ---- | ---- |
| 9    |      |      |      |      | 1    | 2    | 3    |
| 10   | 4    | 5    | 6    | 7    | 8    | 9    | 10   |
| 11   | 11   | 12   | 13   | 14   | 15   | 16   | 17   |
| 12   | 18   | 19   | 20   | 21   | 22   | 23   | 24   |
| 13   | 25   | 26   | 27   | 28   | 29   | 30   | 31   |

| April | April | April | April | April | April | April | April |
| Kw    | Mo    | Di    | Mi    | Do    | Fr    | Sa    | So    |
| ----- | ----- | ----- | ----- | ----- | ----- | ----- | ----- |
| 14    | 1     | 2     | 3     | 4     | 5     | 6     | 7     |
| 15    | 8     | 9     | 10    | 11    | 12    | 13    | 14    |
| 16    | 15    | 16    | 17    | 18    | 19    | 20    | 21    |
| 17    | 22    | 23    | 24    | 25    | 26    | 27    | 28    |
| 18    | 29    | 30    |       |       |       |       |       |

| Mai | Mai | Mai | Mai | Mai | Mai | Mai | Mai |
| Kw  | Mo  | Di  | Mi  | Do  | Fr  | Sa  | So  |
| 18  |     |     | 1   | 2   | 3   | 4   | 5   |
| 19  | 6   | 7   | 8   | 9   | 10  | 11  | 12  |
| 20  | 13  | 14  | 15  | 16  | 17  | 18  | 19  |
| 21  | 20  | 21  | 22  | 23  | 24  | 25  | 26  |
| 22  | 27  | 28  | 29  | 30  | 31  |     |     |
| --- | --- | --- | --- | --- | --- | --- | --- |

| Juni | Juni | Juni | Juni | Juni | Juni | Juni | Juni |
| Kw   | Mo   | Di   | Mi   | Do   | Fr   | Sa   | So   |
| ---- | ---- | ---- | ---- | ---- | ---- | ---- | ---- |
| 22   |      |      |      |      |      | 1    | 2    |
| 23   | 3    | 4    | 5    | 6    | 7    | 8    | 9    |
| 24   | 10   | 11   | 12   | 13   | 14   | 15   | 16   |
| 25   | 17   | 18   | 19   | 20   | 21   | 22   | 23   |
| 26   | 24   | 25   | 26   | 27   | 28   | 29   | 30   |

| Juli | Juli | Juli | Juli | Juli | Juli | Juli | Juli |
| Kw   | Mo   | Di   | Mi   | Do   | Fr   | Sa   | So   |
| ---- | ---- | ---- | ---- | ---- | ---- | ---- | ---- |
| 27   | 1    | 2    | 3    | 4    | 5    | 6    | 7    |
| 28   | 8    | 9    | 10   | 11   | 12   | 13   | 14   |
| 29   | 15   | 16   | 17   | 18   | 19   | 20   | 21   |
| 30   | 22   | 23   | 24   | 25   | 26   | 27   | 28   |
| 31   | 29   | 30   | 31   |      |      |      |      |

| August | August | August | August | August | August | August | August |
| Kw     | Mo     | Di     | Mi     | Do     | Fr     | Sa     | So     |
| ------ | ------ | ------ | ------ | ------ | ------ | ------ | ------ |
| 31     |        |        |        | 1      | 2      | 3      | 4      |
| 32     | 5      | 6      | 7      | 8      | 9      | 10     | 11     |
| 33     | 12     | 13     | 14     | 15     | 16     | 17     | 18     |
| 34     | 19     | 20     | 21     | 22     | 23     | 24     | 25     |
| 35     | 26     | 27     | 28     | 29     | 30     | 31     |        |

| September | September | September | September | September | September | September | September |
| Kw        | Mo        | Di        | Mi        | Do        | Fr        | Sa        | So        |
| --------- | --------- | --------- | --------- | --------- | --------- | --------- | --------- |
| 35        |           |           |           |           |           |           | 1         |
| 36        | 2         | 3         | 4         | 5         | 6         | 7         | 8         |
| 37        | 9         | 10        | 11        | 12        | 13        | 14        | 15        |
| 38        | 16        | 17        | 18        | 19        | 20        | 21        | 22        |
| 39        | 23        | 24        | 25        | 26        | 27        | 28        | 29        |
| 40        | 30        |           |           |           |           |           |           |

| Oktober | Oktober | Oktober | Oktober | Oktober | Oktober | Oktober | Oktober |
| Kw      | Mo      | Di      | Mi      | Do      | Fr      | Sa      | So      |
| ------- | ------- | ------- | ------- | ------- | ------- | ------- | ------- |
| 40      |         | 1       | 2       | 3       | 4       | 5       | 6       |
| 41      | 7       | 8       | 9       | 10      | 11      | 12      | 13      |
| 42      | 14      | 15      | 16      | 17      | 18      | 19      | 20      |
| 43      | 21      | 22      | 23      | 24      | 25      | 26      | 27      |
| 44      | 28      | 29      | 30      | 31      |         |         |         |

| November | November | November | November | November | November | November | November |
| Kw       | Mo       | Di       | Mi       | Do       | Fr       | Sa       | So       |
| -------- | -------- | -------- | -------- | -------- | -------- | -------- | -------- |
| 44       |          |          |          |          | 1        | 2        | 3        |
| 45       | 4        | 5        | 6        | 7        | 8        | 9        | 10       |
| 46       | 11       | 12       | 13       | 14       | 15       | 16       | 17       |
| 47       | 18       | 19       | 20       | 21       | 22       | 23       | 24       |
| 48       | 25       | 26       | 27       | 28       | 29       | 30       |          |

| Dezember | Dezember | Dezember | Dezember | Dezember | Dezember | Dezember | Dezember |
| Kw       | Mo       | Di       | Mi       | Do       | Fr       | Sa       | So       |
| -------- | -------- | -------- | -------- | -------- | -------- | -------- | -------- |
| 48       |          |          |          |          |          |          | 1        |
| 49       | 2        | 3        | 4        | 5        | 6        | 7        | 8        |
| 50       | 9        | 10       | 11       | 12       | 13       | 14       | 15       |
| 51       | 16       | 17       | 18       | 19       | 20       | 21       | 22       |
| 52       | 23       | 24       | 25       | 26       | 27       | 28       | 29       |
| 1        | 30       | 31       |          |          |          |          |          |

| Januar | Januar | Januar | Januar | Januar | Januar | Januar | Januar |
| Kw     | Mo     | Di     | Mi     | Do     | Fr     | Sa     | So     |
| ------ | ------ | ------ | ------ | ------ | ------ | ------ | ------ |
| 1      |        | 1      | 2      | 3      | 4      | 5      | 6      |
| 2      | 7      | 8      | 9      | 10     | 11     | 12     | 13     |
| 3      | 14     | 15     | 16     | 17     | 18     | 19     | 20     |
| 4      | 21     | 22     | 23     | 24     | 25     | 26     | 27     |
| 5      | 28     | 29     | 30     | 31     |        |        |        |

| Februar | Februar | Februar | Februar | Februar | Februar | Februar | Februar |
| Kw      | Mo      | Di      | Mi      | Do      | Fr      | Sa      | So      |
| ------- | ------- | ------- | ------- | ------- | ------- | ------- | ------- |
| 5       |         |         |         |         | 1       | 2       | 3       |
| 6       | 4       | 5       | 6       | 7       | 8       | 9       | 10      |
| 7       | 11      | 12      | 13      | 14      | 15      | 16      | 17      |
| 8       | 18      | 19      | 20      | 21      | 22      | 23      | 24      |
| 9       | 25      | 26      | 27      | 28      |         |         |         |

| März | März | März | März | März | März | März | März |
| Kw   | Mo   | Di   | Mi   | Do   | Fr   | Sa   | So   |
| ---- | ---- | ---- | ---- | ---- | ---- | ---- | ---- |
| 9    |      |      |      |      | 1    | 2    | 3    |
| 10   | 4    | 5    | 6    | 7    | 8    | 9    | 10   |
| 11   | 11   | 12   | 13   | 14   | 15   | 16   | 17   |
| 12   | 18   | 19   | 20   | 21   | 22   | 23   | 24   |
| 13   | 25   | 26   | 27   | 28   | 29   | 30   | 31   |

| April | April | April | April | April | April | April | April |
| Kw    | Mo    | Di    | Mi    | Do    | Fr    | Sa    | So    |
| ----- | ----- | ----- | ----- | ----- | ----- | ----- | ----- |
| 14    | 1     | 2     | 3     | 4     | 5     | 6     | 7     |
| 15    | 8     | 9     | 10    | 11    | 12    | 13    | 14    |
| 16    | 15    | 16    | 17    | 18    | 19    | 20    | 21    |
| 17    | 22    | 23    | 24    | 25    | 26    | 27    | 28    |
| 18    | 29    | 30    |       |       |       |       |       |

| Mai | Mai | Mai | Mai | Mai | Mai | Mai | Mai |
| Kw  | Mo  | Di  | Mi  | Do  | Fr  | Sa  | So  |
| 18  |     |     | 1   | 2   | 3   | 4   | 5   |
| 19  | 6   | 7   | 8   | 9   | 10  | 11  | 12  |
| 20  | 13  | 14  | 15  | 16  | 17  | 18  | 19  |
| 21  | 20  | 21  | 22  | 23  | 24  | 25  | 26  |
| 22  | 27  | 28  | 29  | 30  | 31  |     |     |
| --- | --- | --- | --- | --- | --- | --- | --- |

| Juni | Juni | Juni | Juni | Juni | Juni | Juni | Juni |
| Kw   | Mo   | Di   | Mi   | Do   | Fr   | Sa   | So   |
| ---- | ---- | ---- | ---- | ---- | ---- | ---- | ---- |
| 22   |      |      |      |      |      | 1    | 2    |
| 23   | 3    | 4    | 5    | 6    | 7    | 8    | 9    |
| 24   | 10   | 11   | 12   | 13   | 14   | 15   | 16   |
| 25   | 17   | 18   | 19   | 20   | 21   | 22   | 23   |
| 26   | 24   | 25   | 26   | 27   | 28   | 29   | 30   |

| Juli | Juli | Juli | Juli | Juli | Juli | Juli | Juli |
| Kw   | Mo   | Di   | Mi   | Do   | Fr   | Sa   | So   |
| ---- | ---- | ---- | ---- | ---- | ---- | ---- | ---- |
| 27   | 1    | 2    | 3    | 4    | 5    | 6    | 7    |
| 28   | 8    | 9    | 10   | 11   | 12   | 13   | 14   |
| 29   | 15   | 16   | 17   | 18   | 19   | 20   | 21   |
| 30   | 22   | 23   | 24   | 25   | 26   | 27   | 28   |
| 31   | 29   | 30   | 31   |      |      |      |      |

| August | August | August | August | August | August | August | August |
| Kw     | Mo     | Di     | Mi     | Do     | Fr     | Sa     | So     |
| ------ | ------ | ------ | ------ | ------ | ------ | ------ | ------ |
| 31     |        |        |        | 1      | 2      | 3      | 4      |
| 32     | 5      | 6      | 7      | 8      | 9      | 10     | 11     |
| 33     | 12     | 13     | 14     | 15     | 16     | 17     | 18     |
| 34     | 19     | 20     | 21     | 22     | 23     | 24     | 25     |
| 35     | 26     | 27     | 28     | 29     | 30     | 31     |        |

| September | September | September | September | September | September | September | September |
| Kw        | Mo        | Di        | Mi        | Do        | Fr        | Sa        | So        |
| --------- | --------- | --------- | --------- | --------- | --------- | --------- | --------- |
| 35        |           |           |           |           |           |           | 1         |
| 36        | 2         | 3         | 4         | 5         | 6         | 7         | 8         |
| 37        | 9         | 10        | 11        | 12        | 13        | 14        | 15        |
| 38        | 16        | 17        | 18        | 19        | 20        | 21        | 22        |
| 39        | 23        | 24        | 25        | 26        | 27        | 28        | 29        |
| 40        | 30        |           |           |           |           |           |           |

| Oktober | Oktober | Oktober | Oktober | Oktober | Oktober | Oktober | Oktober |
| Kw      | Mo      | Di      | Mi      | Do      | Fr      | Sa      | So      |
| ------- | ------- | ------- | ------- | ------- | ------- | ------- | ------- |
| 40      |         | 1       | 2       | 3       | 4       | 5       | 6       |
| 41      | 7       | 8       | 9       | 10      | 11      | 12      | 13      |
| 42      | 14      | 15      | 16      | 17      | 18      | 19      | 20      |
| 43      | 21      | 22      | 23      | 24      | 25      | 26      | 27      |
| 44      | 28      | 29      | 30      | 31      |         |         |         |

| November | November | November | November | November | November | November | November |
| Kw       | Mo       | Di       | Mi       | Do       | Fr       | Sa       | So       |
| -------- | -------- | -------- | -------- | -------- | -------- | -------- | -------- |
| 44       |          |          |          |          | 1        | 2        | 3        |
| 45       | 4        | 5        | 6        | 7        | 8        | 9        | 10       |
| 46       | 11       | 12       | 13       | 14       | 15       | 16       | 17       |
| 47       | 18       | 19       | 20       | 21       | 22       | 23       | 24       |
| 48       | 25       | 26       | 27       | 28       | 29       | 30       |          |

| Dezember | Dezember | Dezember | Dezember | Dezember | Dezember | Dezember | Dezember |
| Kw       | Mo       | Di       | Mi       | Do       | Fr       | Sa       | So       |
| -------- | -------- | -------- | -------- | -------- | -------- | -------- | -------- |
| 48       |          |          |          |          |          |          | 1        |
| 49       | 2        | 3        | 4        | 5        | 6        | 7        | 8        |
| 50       | 9        | 10       | 11       | 12       | 13       | 14       | 15       |
| 51       | 16       | 17       | 18       | 19       | 20       | 21       | 22       |
| 52       | 23       | 24       | 25       | 26       | 27       | 28       | 29       |
| 1        | 30       | 31       |          |          |          |          |          |

## Ereignisse

### Politik und Weltgeschehen

#### Osmanisches Reich / Türkenkriege
- 24. Februar: Der Friede von Großwardein zwischen dem ungarischen König Ferdinand I. und dem siebenbürgischen Wojwoden und erwählten König von Ungarn, Johann Zápolya, beendet den ungarischen Bürgerkrieg. In diesem Friedensvertrag erkennen Ferdinand I. und Kaiser Karl V., vertreten durch Erzbischof Johannes von Weeze, Zápolya als König an und sagen ihm Hilfe gegen die Osmanen zu. Im Gegenzug wird vereinbart, dass nach dem Tod des zu diesem Zeitpunkt unverheirateten und kinderlosen Zápolya das von diesem beherrschte ungarische Gebiet an die Habsburger fallen soll. Der Vertrag wird jedoch nie umgesetzt.

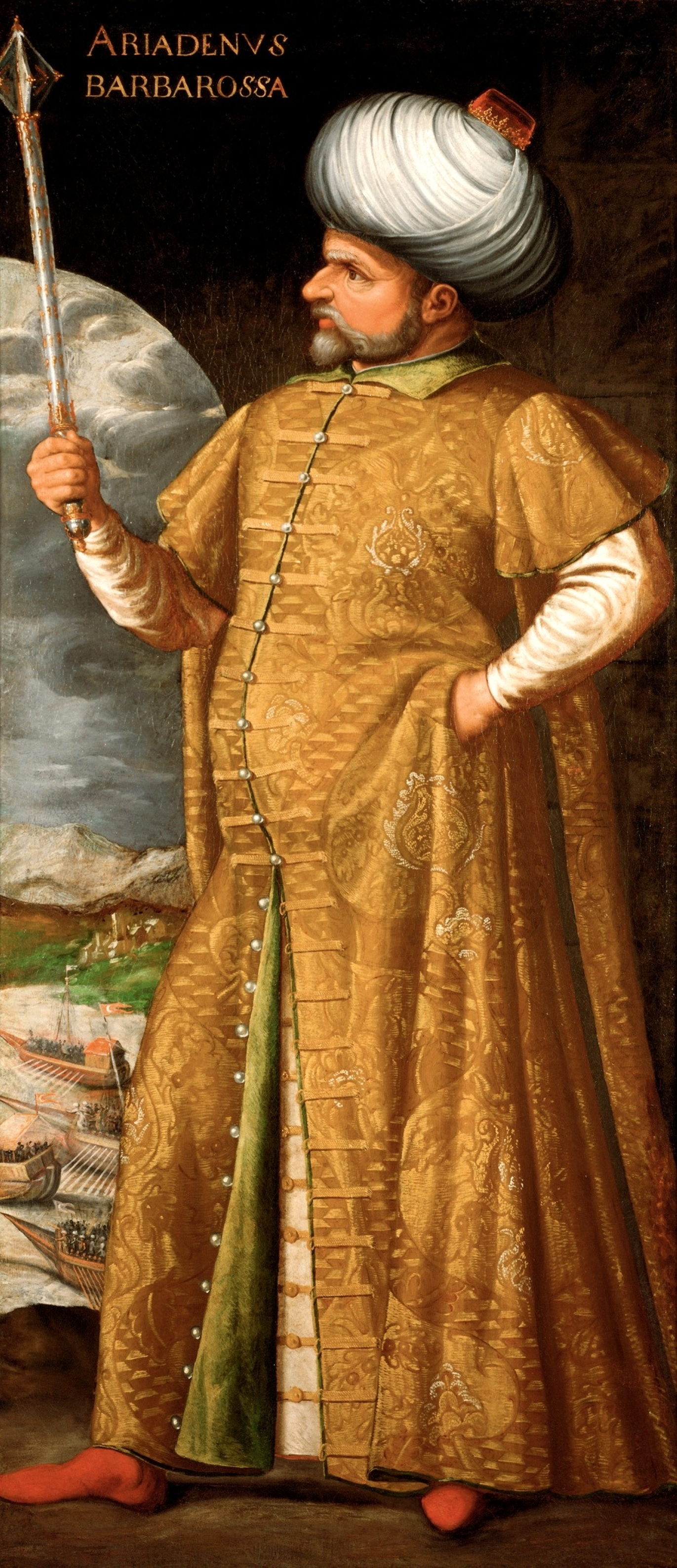
Khair ad-Din Barbarossa

- 28. September: Die osmanische Flotte unter dem türkischen Admiral Khair ad-Din Barbarossa siegt in der Seeschlacht von Preveza über die Flotten der Heiligen Liga Spaniens, des Papstes und Venedigs unter dem Oberbefehl von Andrea Doria. Die Osmanen steigen mit dem Erfolg zur stärksten Seemacht im Mittelmeer bis zum Jahr 1571 auf.
- Am 28. Dezember stirbt der venezianische Doge Andrea Gritti. Er wird am 29. Dezember einbalsamiert und am nächsten Tag für drei Tage in der Sala del Piovego im Dogenpalast aufgebahrt.

#### Heiliges Römisches Reich
- 27. Januar: Prinz Herzog Wilhelm V. von Jülich-Kleve-Berg übernimmt von Herzog Karl von Geldern das Herzogtum Geldern sowie die Grafschaft Zutphen. Karl zieht sich nach Veluwe zurück, wo er am 30. Juni stirbt.
- 15. Mai: Nach dem Tod von Philipp III. wird sein Sohn Philipp IV. Graf von Hanau-Lichtenberg. Er hat für seinen kranken Vater schon mehrere Jahre lang die Regierungsgeschäfte geführt.
- 10. Juni: Katholische Stände im Heiligen Römischen Reich gründen in Nürnberg ohne Wissen und Mitgliedschaft von Kaiser Karl V. die Katholische Liga als Gegenstück zum 1531 gegründeten protestantischen Schmalkaldischen Bund. Der Kaiser wird erst am 23. Juni von der Gründung informiert.

#### Habsburgisch-französischer Gegensatz
- 17./18. Juni: Der Dritte Italienische Krieg zwischen Karl V. und Franz I. von Frankreich endet nach drei Jahren mit dem Waffenstillstand von Nizza.

#### Königreich England
- 4. November: In London wird die angebliche Exeter-Verschwörung mehrerer englischer Adeliger gegen König Heinrich VIII. aufgedeckt. In Wirklichkeit handelt es sich wahrscheinlich um eine Intrige Thomas Cromwells, um konservative papsttreue Adelige loszuwerden. Der Hauptangeklagte Henry Courtenay, 1. Marquess of Exeter, und einige seiner „Mitverschwörer“ werden am 9. Dezember im Tower of London hingerichtet.
- 17. Dezember: Papst Paul III. bannt König Heinrich VIII. wegen dessen Scheidung von Katharina von Aragón und verhängt das Interdikt über ganz England.

#### Südamerika
- 26. April: In der Schlacht von Las Salinas begegnen einander zwei rivalisierende Gruppen von Konquistadoren, die beide Anspruch auf die Inkahauptstadt Cusco erheben. Hernando und Gonzalo Pizarro besiegen Diego de Almagro und Rodrigo Orgóñez, der in der Schlacht fällt. Almagro wird gefangen genommen und am 8. Juli hingerichtet.

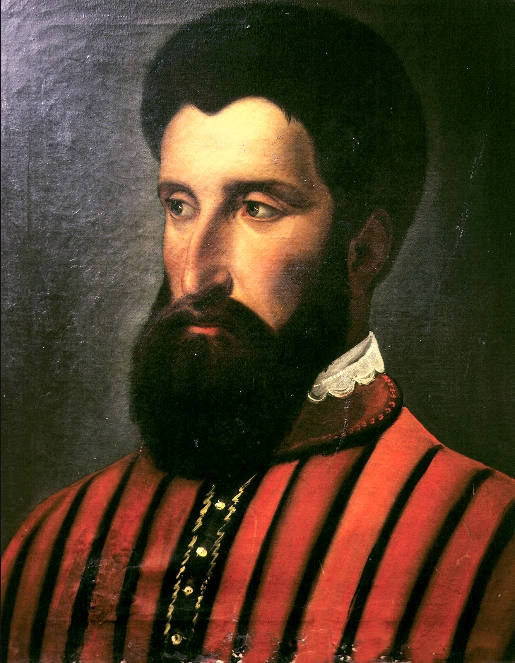
Gonzalo Jiménez de Quesada

- 06. August: Am Ort der Chibcha-Stadt Bacatá wird durch Gonzalo Jiménez de Quesada der Ort Santa Fe offiziell neu gegründet, aus dem sich die kolumbianische Hauptstadt Bogotá entwickeln wird. Im selben Jahr erreicht von Süden her eine weitere spanische Expedition unter Sebastián de Belalcázar, und von Osten her ein dritter Zug unter dem Welser-Hauptmann Nikolaus Federmann aus Augsburg das Chibcha-Reich und die Hochebene von Bogotá. Sie erhalten von Quesada eine Abfindung und verlassen die neugegründete Stadt.

### Wissenschaft und Technik
- 28. Oktober: Papst Paul III. genehmigt die Gründung der Universität in Santo Domingo auf Hispaniola.
- Auf Geheiß von Chairacha, Herrscher des siamesischen Königreiches Ayutthaya, wird in der Gegend des heutigen Bangkok ein Kanal gegraben, um die Fahrtzeit der Schiffe auf dem Mae Nam Chao Phraya vom Golf von Thailand bis zur Hauptstadt Ayutthaya abzukürzen. Der nur etwa drei Kilometer lange Kanal kürzt eine etwa 15 Kilometer lange Schleife des Flusses ab. Im Laufe der nächsten Jahrhunderte ändert der Chao Phraya seinen Lauf, der ehemalige Kanal wird zum 200 Meter breiten Fluss Khlong Bangkok Noi, und der ehemalige Fluss Khlong Bangkok Yai verlandet.

### Kultur

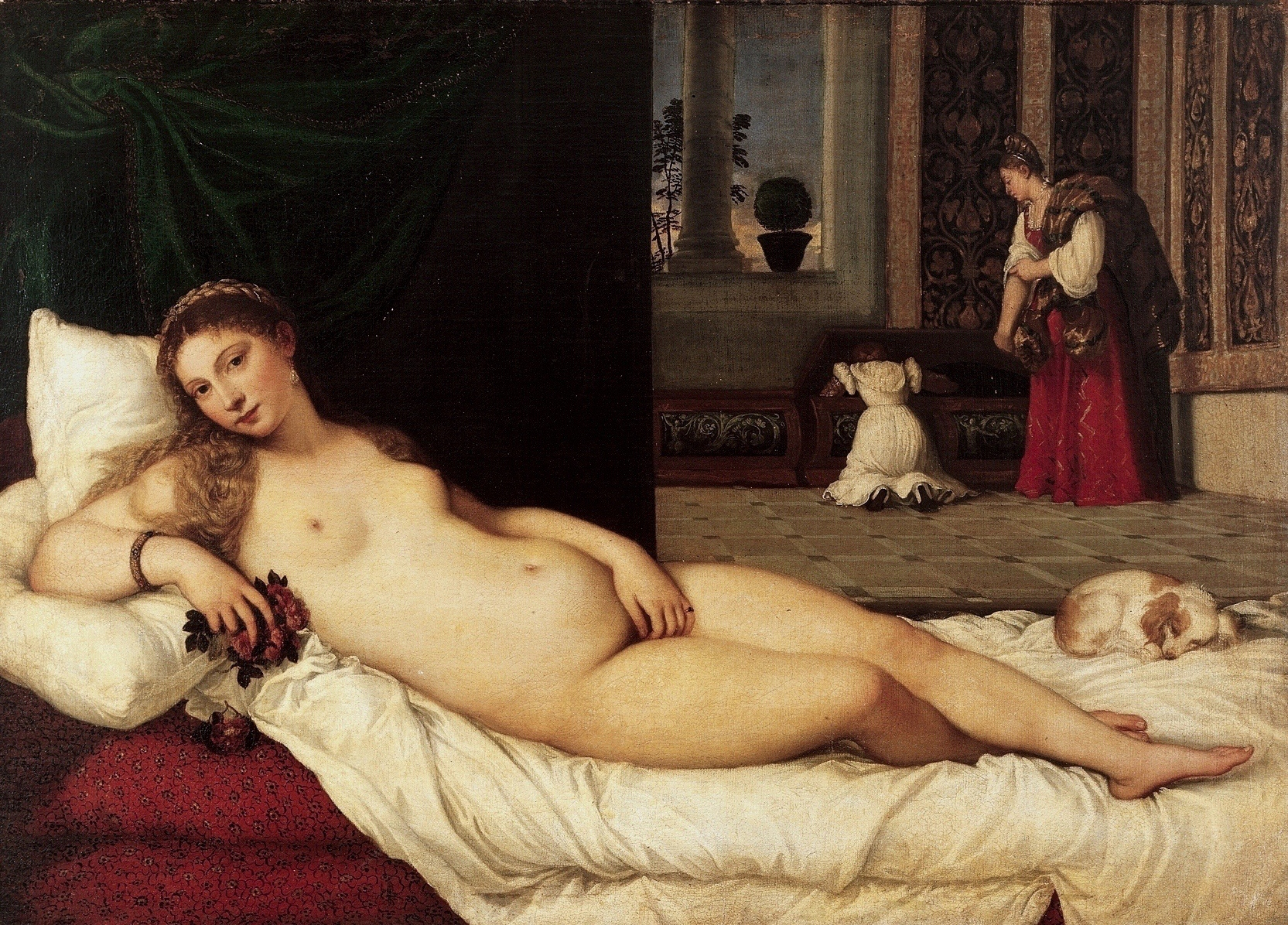
Tizian: Venus von Urbino

- Tizian vollendet das von Guidobaldo II. della Rovere, dem Herzog von Urbino, in Auftrag gegebene Bild Venus von Urbino.
- Die Reiterstatue Mark Aurels wird auf den Kapitolsplatz in Rom gebracht.
- Für die zweite Auflage des Textes Lob vnd preis der loblichen Kunst Musica des Komponisten und Kantors Johann Walter verfasst Martin Luther das Vorwort Die beste Zeit im Jahr ist mein.

### Gesellschaft
- Zwischen dem Palais Augarten und dem Jagdgebiet des Hofes im Wiener Prater wird die Hauptallee angelegt.

### Religion

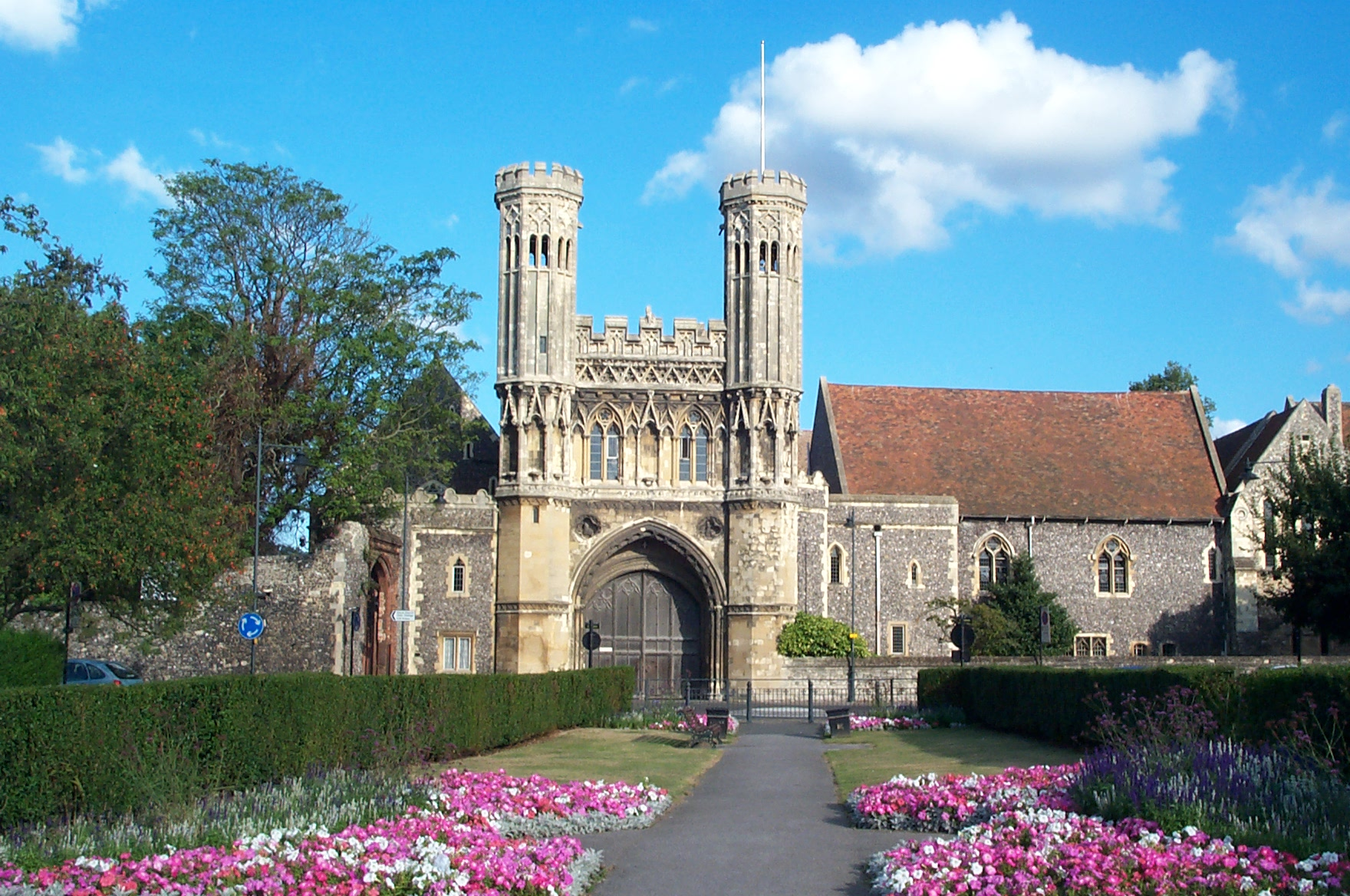
Abtei St. Augustinus

- 30. Juli: Die um 597 gegründete Abtei St. Augustinus im südenglischen Canterbury wird im Zuge der Reformation als eines der ersten englischen Klöster durch König Heinrich VIII. aufgelöst. Der letzte Abt widersetzt sich der Auflösung nicht, sondern versucht stattdessen, mit Thomas Cromwell eine möglichst gute Übereinkunft zu finden, die seine Mönche und ihn bestmöglich versorgt.
- Martin Luther verfasst die Streitschrift Wider die Sabbather gegen die 1528 gegründeten Sabbater in Mähren.
- In Venedig erscheint der erste gedruckte Koran.

### Natur und Umwelt
- Italien: Die acht Tage andauernde Monte-Nuovo-Eruption auf den Campi Flegrei in Kampanien lassen den Vulkankegel Monte Nuovo entstehen.

## Historische Karten und Ansichten

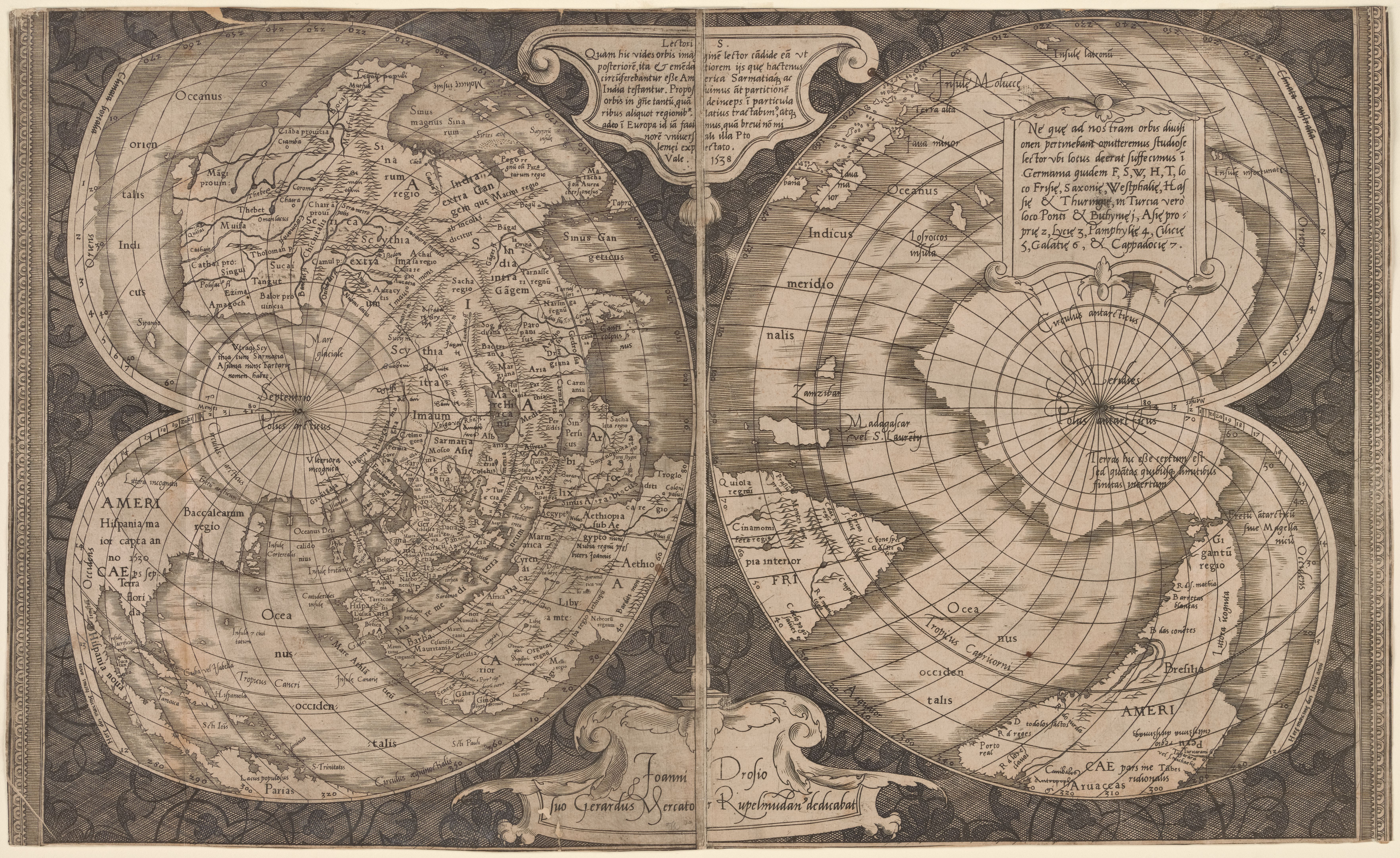
Gerhard Mercator: Orbis imago

## Geboren

### Geburtsdatum gesichert
- 20. Januar: Ludwig von Nassau-Dillenburg, niederländischer Adeliger und Feldherr, Bruder von Wilhelm I. von Oranien († 1574)
- 25. Januar: Joachim von Fürstenberg-Heiligenberg, Graf von Fürstenberg († 1598)
- 25. Januar: Carlo di Cesare del Palagio, italienischer Bronzegießer, Terrakottabildner, Modellier und Bildhauer († 1598)
- 08. Februar: Johann IV. von Manderscheid-Blankenheim, Bischof von Straßburg († 1592)
- 23. Februar: Dorothea Katharina von Brandenburg-Ansbach, durch Heirat Burggräfin von Meißen († 1604)
- 10. März: Gregor Bersman, deutscher Philologe und lateinischer Dichter († 1611)
- 10. März: Thomas Howard, 4. Duke of Norfolk, englischer Adeliger († 1572)
- 21. März: Christoph III. von Pappenheim, deutscher Militär († 1569)
- 25. März: Christophorus Clavius, deutscher Mathematiker, Astronom und Jesuit († 1612)
- 16. April: Hans von Khevenhüller-Frankenburg, kaiserlicher Gesandter in Madrid († 1606)
- 24. April: Guglielmo Gonzaga, Herzog von Mantua und Montferrat († 1587)
- 30. Juni: Bonaventura Vulcanius, flämischer Gelehrter, Humanist und Übersetzer († 1614)
- 25. Juli: Diane de France, Herzogin von Angoulême († 1619)
- 09. August: Lorenzo Priuli, Patriarch von Venedig († 1600)
- 12. August: Maria von Portugal, Erbprinzessin von Parma und Piacenza († 1577)
- 30. August: Cesare Baronio, italienischer Kardinal und Kirchenhistoriker († 1607)
- 29. September: Johann II., Mitregent der Grafschaft Ostfriesland († 1591)
- 02. Oktober: Karl Borromäus, italienischer Adeliger, Kardinal, Erzbischof von Mailand und katholischer Heiliger († 1584)
- 06. Dezember: Francesco II. Gonzaga, Kardinal der römisch-katholischen Kirche († 1566)

### Genaues Geburtsdatum unbekannt
- Antonio Abondio, italienischer Medailleur und Wachsbossierer († 1591)
- Matija Gubec, kroatischer Bauernführer († 1573)
- Ashikaga Yoshihide, japanischer Shogun († 1568)

## Gestorben

### Erstes Halbjahr
- 08. Januar: Beatrix von Portugal, Herzogin von Savoyen (* 1504)

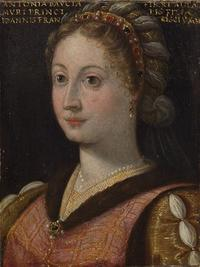
Antonia del Balzo

- 16. Januar: Antonia del Balzo, Gräfin von Sabbioneta (* 1461)
- 03. Februar: Johann von der Pfalz, Fürstbischof von Regensburg (* 1488)
- 07. Februar: Olav Engelbrektsson, letzter katholischer Erzbischof in Norwegen (* nach 1480)
- 12. Februar: Albrecht Altdorfer, deutscher Maler, Kupferstecher und Baumeister des Renaissancezeitalters (* 1480)
- 26. Februar: Ursula von Rosenfeld, Markgräfin von Baden (* um 1499)
- Februar: Hans Buchner, deutscher Organist und Komponist (* 1483)
- 18. März: Erard de La Marck, Fürstbischof von Lüttich, Bischof von Chartres und Erzbischof von Valencia (* 1472)
- 03. April: Elizabeth Boleyn, englische Adelige und Hofdame Katharina von Aragóns, Mutter von Anne und Mary Boleyn (* 1480)
- 04. April: Helena Glinskaja, Regentin von Russland, Mutter Iwans des Schrecklichen (* um 1506)
- 10. April: Melchior Feselen, deutscher Maler (* um 1495)
- 26. April: Rodrigo Orgóñez, spanischer Konquistador (* 1490)
- 15. Mai: Philipp III., Graf von Hanau-Lichtenberg (* 1482)
- 22. Mai: John Forest, englischer Märtyrer (* 1471)
- 22. Juni: Botho zu Stolberg, Herr zu Wernigerode und Regent über die Grafschaft Stolberg, die Grafschaft Wernigerode und die Grafschaft Hohnstein (* 1467)
- 30. Juni: Karl von Egmond, Herzog von Geldern (* 1467)

### Zweites Halbjahr
- 08. Juli: Diego de Almagro el Viejo, spanischer Konquistador (* 1475)
- 26. Juli: George Talbot, 4. Earl of Shrewsbury, englischer Adeliger (* 1468)
- 07. August: Anna von Eppstein-Königstein, Gräfin von Königstein (* 1481)
- 23. August: Ulrich von Sax, Schweizer Diplomat, Söldnerführer, Militärunternehmer und erster Oberbefehlshaber der Schweizer Armee (* ca. 1462)
- 14. September: Heinrich III., Graf von Nassau und Herr von Breda (* 1483)

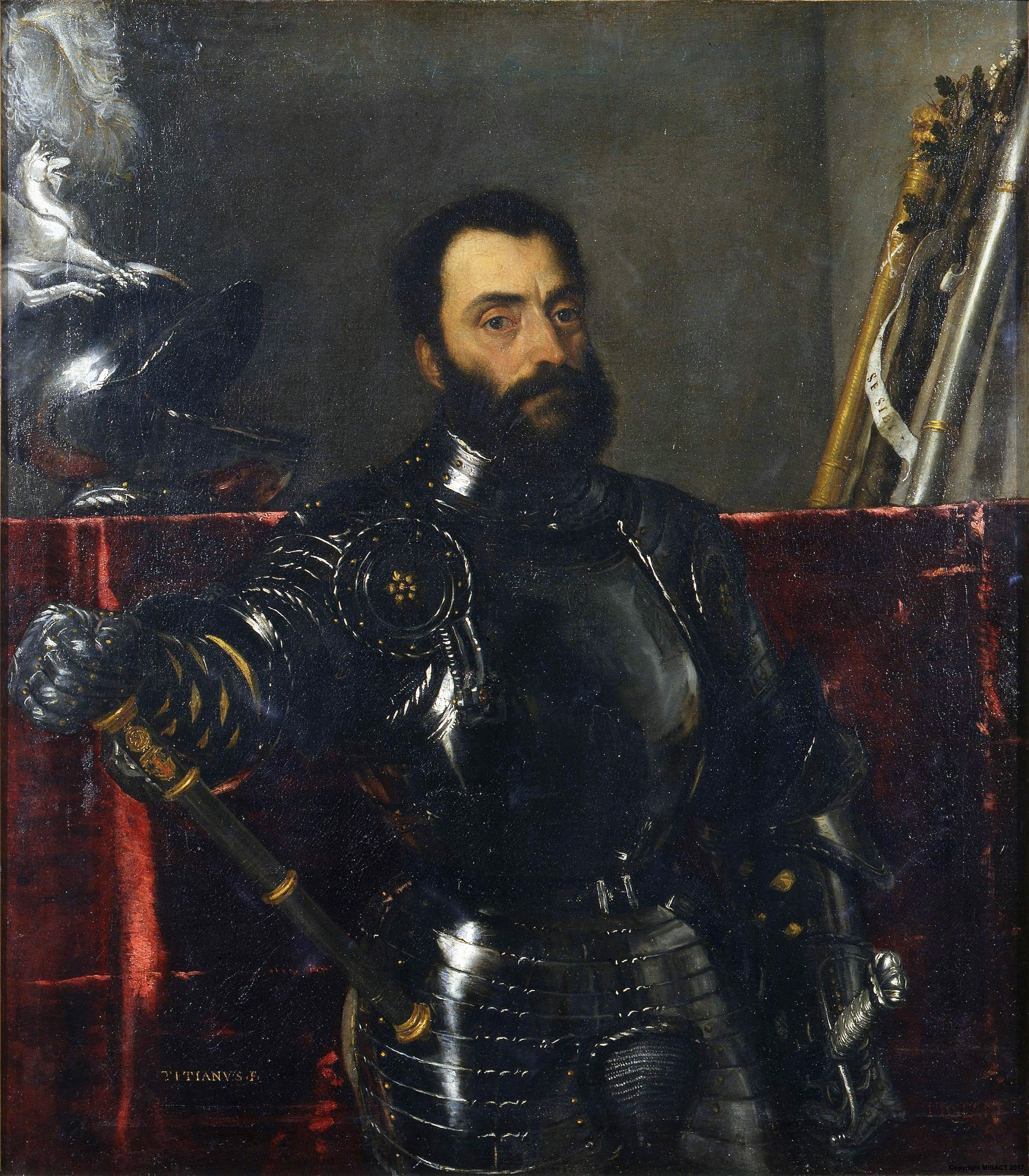
Tizian: Francesco Maria della Rovere (um 1538)

- 20. Oktober: Francesco Maria I. della Rovere, Herzog von Urbino (* 1490)
- 06. November: Nikolaus Hausmann, deutscher evangelischer Prediger und Reformator (* 1478/79)
- 09. Dezember: Henry Courtenay, 1. Marquess of Exeter, englischer Adeliger und Opfer der Exeter-Verschwörung (* um 1498)
- 18. Dezember: Filippo Strozzi der Jüngere, italienischer Politiker (* 1489)
- 24. Dezember: Anna Reinhart, Zürcher Bürgerin, Ehefrau des Reformators Ulrich Zwingli (* um 1484)

Andrea Gritti (Tizian)

- 28. Dezember: Andrea Gritti, 77. Doge von Venedig (* 1455)

### Genaues Todesdatum unbekannt
- Giovanni Filoteo Achillini, italienischer Gelehrter und Dichter (* 1466)
- Askia Mohammad I., Herrscher des Songhaireichs (* ca. 1443)
- Jan van Batenburg, holländischer militanter Täuferführer der Batenburger (* 1495)
- Hans Beheim der Ältere, Nürnberger Architekt der Spätgotik (* 1455/1460)
- Hans Daucher, deutscher Bildhauer, -schnitzer und Medailleur (* 1486)
- Estêvão Gomes, portugiesischer Seefahrer und Entdecker in spanischen Diensten, Teilnehmer an Magellans Expedition, Meuterer (* 1483)
- Thomas Starkey, englischer Humanist und politischer Denker (* um 1490)